# Jalga
Jalga (in russo Ялга?) è un insediamento operaio del distretto urbano di Saransk nella Repubblica di Mordovia, Russia.
Il villaggio si trova circa 8 km a sud-ovest di Saransk, sulla riva sinistra del fiume Insar. A nord confina con l'insediamento operaio di Nikolaevka.